# Gyarmat
Gyarmat é um município da Hungria, situado no condado de Győr-Moson-Sopron. Tem 22,45 km² de área e sua população em 2015 foi estimada em 1.290 habitantes.